# ヨハン・フリードリヒ (ポメラニア公)

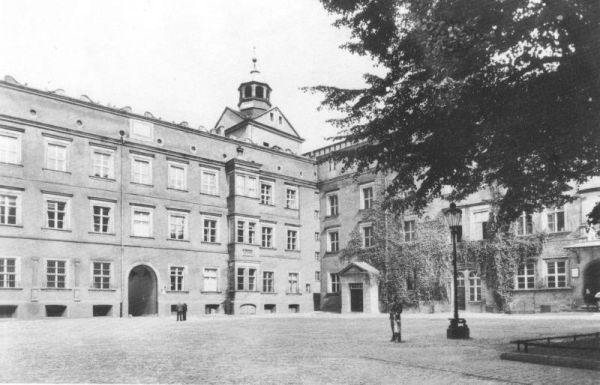
1577年にヨハン・フリードリヒにより建設されたシュテッティンの居城（1939年）

ヨハン・フリードリヒ（Johann Friedrich, 1542年8月27日 - 1600年2月9日）またはヤン・フリデリク（ポーランド語：Jan Fryderyk）は、ポメラニア公（在位：1560年 - 1600年）、カミエン監督（在位：1556年 - 1574年）。1567年に親政を開始するまで、大叔父バルニム9世の後見下に置かれた。

## 生涯
ヨハン・フリードリヒはポメラニア＝ヴォルガスト公フィリップ1世とマリア・フォン・ザクセンの間に10人きょうだいの長男として生まれた。カミエン監督マルティン・フォン・ヴァイハー（de）が6月8日に死去したため、1556年8月29日に14歳でカミエン監督に選ばれた。ヨハン・フリードリヒ以後、グリフ家は最後の公爵が1637年に亡くなるまでこの称号を保持し、これにより監督領のポメラニア公領からの完全な独立状態は終わった。それに伴い、1560年に監督区の行政改革が行われた。
1560年2月14日に父フィリップ1世が亡くなると、ヨハン・フリードリヒは名目上ポメラニア公となったが、引き続き大叔父バルニム9世の後見下に置かれた。母マリアが大執政ウルリヒ・フォン・シュヴェリーンを公領の管理者とした間に、ヨハン・フリードリヒはウィーンの皇帝マクシミリアン2世の宮廷に赴き、オスマン帝国との戦争に参加した。
1567年に戦争から帰還すると、カミエンの職に就き、また一時的に弟のボギスラフ13世と公領を共同で統治した。
その後、68歳のバルニム9世は1569年に公爵の地位から引退することを決定し、公領は1569年5月23日にヤシェニツァ（現在はポリツェの一部）においてポメラニア家の男性成員の間で分割され、ヴォリンで開かれた議会によって承認された。ヨハン・フリードリヒは弟のバルニム10世とともにポメラニア＝シュテッティンを、弟のエルンスト・ルートヴィヒとボギスラフ13世はポメラニア＝ヴォルガストをそれぞれ受け取った。また、カジミェシュ6世はカミエン監督位を1574年にヨハン・フリードリヒから引き継いだ。しかしすぐにボギスラフ13世とバルニム10世はその地位を放棄し、それぞれバルトおよびノイエンカンプ、リューゲンヴァルデの領地を代わりに受け取り、ヨハン・フリードリヒは単独でポメラニア＝シュテッティンを統治することになった。
ヨハン・フリードリヒは、シュテッティン（現シュチェチン）を、オーバーザクセン・クライスで貨幣を鋳造することを許可された3か所のうちの1つに昇格させることに成功した。他の2か所はライプツィヒとベルリンであった。また、神聖ローマ帝国外からの硬貨の使用を帝国が禁止していることに反対し、これが辺境貿易の中心地としての公領の立場を損なうと主張した。
1570年、ヨハン・フリードリヒは皇帝マクシミリアン2世に代わって、スウェーデンとデンマーク＝ノルウェー間の北方七年戦争を終結させる講和会議を主催した。ヨハン・フリードリヒは皇帝によって任命された調停者の長であった。この会議の結果、シュテッティンの和約が締結された。
1568年、ヨハン・フリードリヒは手始めにケスリーン（現在のコシャリン）に居城を建設した。1577年にはシュテッティンの宮殿と聖オットー教会の一部を取り壊し、新たに居城をイタリア・ルネサンス様式で再建した。
ヨハン・フリードリヒはまた、オーバーザクセン・クライスにおけるポメラニアの軍事的地位をザクセンとブランデンブルクの地位に匹敵するものに引き上げようとしたが、失敗に終わった。ヨハン・フリードリヒはより高い立場を獲得することができず、ザクセン、ブランデンブルクに次ぐ第3位に留まった。また、その代わりにポメラニア公領にさらに権限を与えることをクライス議会に承認させることにも失敗した。その結果、ヨハン・フリードリヒは義務として課されていた分担金をクライスの公庫に支払うことを拒否した。
ヨハン・フリードリヒはブランデンブルク選帝侯ヨハン・ゲオルクの長女エルトムーテ（1561年6月26日 - 1623年11月13日）と結婚し、ブランデンブルクとの関係を改善した。エルトムーテとの間に子供はいなかった。
ヨハン・フリードリヒは1600年2月9日に亡くなった。ヴォルガストで開かれたパーティーのさなかの突然の死は、1600年に広まった末世的な恐怖の一因となった。ヨハン・フリードリヒの跡をバルニム10世が継いだが、バルニム10世は兄の死からわずか3年後に死去した。